# Podlesí, Ústí nad Orlicí
Podlesí là một làng thuộc huyện Ústí nad Orlicí, vùng Pardubický, Cộng hòa Séc.